# Rosenblad (adelsätt)
Rosenblad är namnet till en svensk adelsätt som före adlandet hette Rosén. Namnet bärs också av icke-adliga släkter, bland annat från Finland.
Den adliga ätten härstammar enligt Gabriel Anrep från bonden Esbjörn Eriksson i Roasjö i Älvsborgs län. Hans son kyrkoherden Erik Rosenius var gift med Anna Wekander, dotter till kyrkoherden Olof Wekander och prostdottern Sigrid Buthelia. Ännu en av deras söner adlades, under namnet Rosén von Rosenstein, och en sonson Eric Gabriel von Rosén som von Rosén.
Den tredje av deras söner var Lundaprofessorn Eberhard Rosén, som adlades 1770 och antog namnet Rosenblad. Ätten introducerades på riddarhuset 1774 som ätt nummer 2003. Han var gift med sin svägerska Ulrica Eleonora von Hermansson, dotter till professor Johan Hermansson och Margareta Steuch. Modern var dotter till ärkebiskop Mattias Steuchius och Anna Tersera som tillhörde Bureätten.
Ätten kom snart att uppdelas i två grenar. Den äldre grenen är utgrenad ur kommendörsätten Rosenblad nr 2013 A. Statssekreteraren, sedermera justitiestatsministern, en av rikets herrar Mathias Rosenblad (1758–1847) upphöjdes 1 mars 1805 i friherrlig värdighet enligt primogenitur med succession på äldste son, son efter son, och introducerades 30 november samma år under nr 323. Han upphöjdes den 7 januari 1815 i grevlig värdighet enligt 37 § i 1809 års regeringsform och introducerades den 25 februari samma år under 123. Mathias Rosenblad ägde godset Stafsund från 1816. Godset såldes av hans arvingar 1849. Den grevliga ätten är numera utdöd. Grevebrevet förvaras på Riddarhuset.
Den yngre grenen är utgrenad från den adliga ätten Rosenblad nr 2013 B. Översten, sedermera generallöjtnanten, Elof Rosenblad (1756–1838) upphöjdes enligt kunglig resolution 1809 den 29 juni i friherrlig värdighet enligt 37 § i 1809 års regeringsform. Endast huvudmannen fick friherrlig värdighet, som adopterades på den yngre brodern Mathias Rosenblads friherrliga nummer, samt introducerades den 21 juni 1811.
Den adliga grenen Rosenblad 2013 utslocknade på svärdssidan 1855 med kommerserådet Bernhard Emanuel Rosenblad, men överstelöjtnant Kjell Christoffer Hagerman (1740-1808), gift med hans faster Margareta Sofia Rosenblad adlades och adopterades 1799 på sin svärfars namn och nummer, och introducerades samma år.

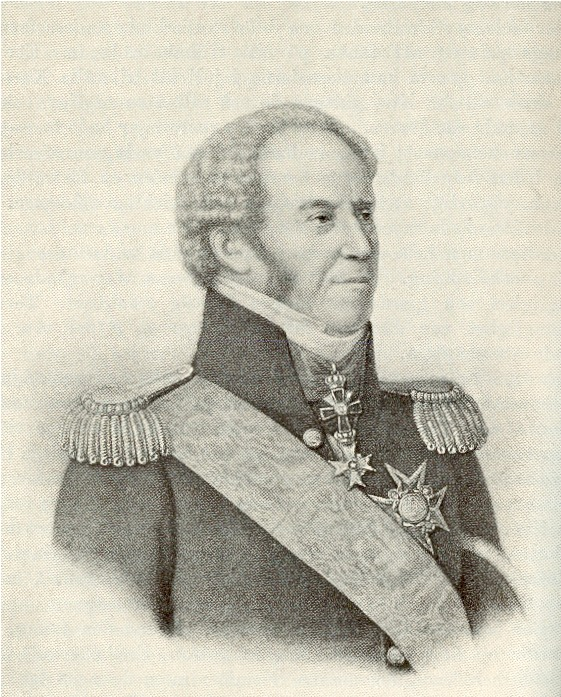
Greve Mathias Rosenblad

## Vapenbeskrivning
En kluven och delad sköld, i mitten belagd med en av rött och blått styckad hjärtsköld, vari visar sig en upprest gyllene eskulapstav, försedd på vardera sidan av en fembladig ros av silver. I den friherreliga sköldens första eller högra övre fält, som är svart, löper från båda övre hörnen till mitten av nedre kanten en gyllene spets, belagd med en röd fembladig ros. I det andra eller övre vänstra fältet, av guld, står en blå åt vänster vänd trana med den ena foten upplyft, vari hon håller en sten. Det tredje eller nedre högra fältet är av silver, och föreställer en grön eklövskrans. I det fjärde eller nedre vänstra, som är blått, finns en gyllene våg.
Skölden är försedd med en gyllene friherrelig krona samt två på var sin sida stående öppna tornérhjälmar, även de försedda med friherreliga kronor. På den högra hjälmen två i ändarna öppna blå horn, bandvis tre gånger omvirade med en ranka av gyllene rosor och blad, samt mellan hornen ett gyllene granatäpple med sin stjälk och blad. Från den vänstra hjälmen reser sig ett till höger vänt rött lejon, som med den högra foten håller en växande måne av silver, och med den vänstra en gyllene nyckel. Skölden stöttas till höger av ett lejon som tittar bakåt, till övre hälften av guld och till den nedre svart. Till vänster stöttas skölden av en sig blå grip som tittar bakåt med en gyllene krona, näbb och klor, vilka vilar på en gyllene fotställning.

## Släktträd (urval)
Upplysningarna är hämtade från Svenskt biografiskt lexikon.
- Eberhard Rosenblad (1714–1796), läkare, professor
  - Nils Rosenblad (1749–1827), fortifikationsöverste
    - Bernhard Emanuel Rosenblad (1796–1855), kommerseråd, finanspolitiker

  - Ulrika Eleonora Rosenblad (1750–1793), gift med biskopen i Lund Petrus Munck (1732–1803)
    - Barnen adlades 1799 för sin fars förtjänster med namnet Munck af Rosenschöld

  - Elof Rosenblad  (1756–1838), militär, friherre
    - Eberhard Mathias Rosenblad (1800–1883), major, friherre
      - Carl Rosenblad (1854–1926), generalmajor, friherre
      - Eberhard Rosenblad (1858–1929), förste hovstallmästare
        - Curt Rosenblad (1899–1979), uppfinnare

    - Adolf Rosenblad (1804–1864), kammarherre
      - Carl Rosenblad (1848–1931), överkammarherre
        - Nils Rosenblad (1888–1981), generalmajor
          - Carl Eberhard Rosenblad (född 1935)

    - Mathias Rosenblad (1806–1871), major
      -         -           - Curt Arvid Esbjörn Rosenblad (född 1920), diplomat

      - Eberhard Rosenblad (1861–1945), reste i Afrika

  - Mathias Rosenblad (1758–1847), greve, ämbetsman och politiker
  - Margareta Sofia Rosenblad (1769–1831), gift med Kjell Christoffer Hagerman (1740–1838), överstelöjtnant, adlad och adopterad med namnet Rosenblad
    -       -         -           - Gösta Rosenblad (1914–2000), professor i värmeteknik och maskinlära[7]